# Decyzje (czasopismo)
Decyzje – czasopismo naukowe otwartego dostępu poświęcone podejmowaniu decyzji ekonomicznych i społecznych wydawane przez Akademię Leona Koźmińskiego w Warszawie (ALK). Na jego łamach publikowane są wyniki badań, analizy teoretyczne, a także recenzje książek oraz sprawozdania z konferencji.
Półrocznik znajduje się w wykazie czasopism naukowych prowadzonym przez Ministra Nauki i Szkolnictwa Wyższego z przyznaną liczbą 40 punktów.

## Redakcja
- Redaktor Naczelny: Tadeusz Tyszka (ALK)
- Redaktorzy tematyczni: Marek Kamiński (University of California), Marcin Malawski (Instytut Podstaw Informatyki PAN), Piotr Świstak (University of Maryland), Piotr Zielonka (SGGW), Tadeusz Trzaskalik (Uniwersytet Ekonomiczny w Katowicach)
- Redaktor statystyczny: Grzegorz Lissowski (Uniwersytet Warszawski)
- Redaktor językowy: Monika Malik
- Sekretarze Redakcji: Monika Malik, Anna Goryńska

## Indeksowanie w bazach danych
- BazEkon
- C.E.E.O.L
- CEJSH
- Directory of Open Access Journals